# Literatura de Guinea Ecuatorial en español

Ubicación de Guinea Ecuatorial

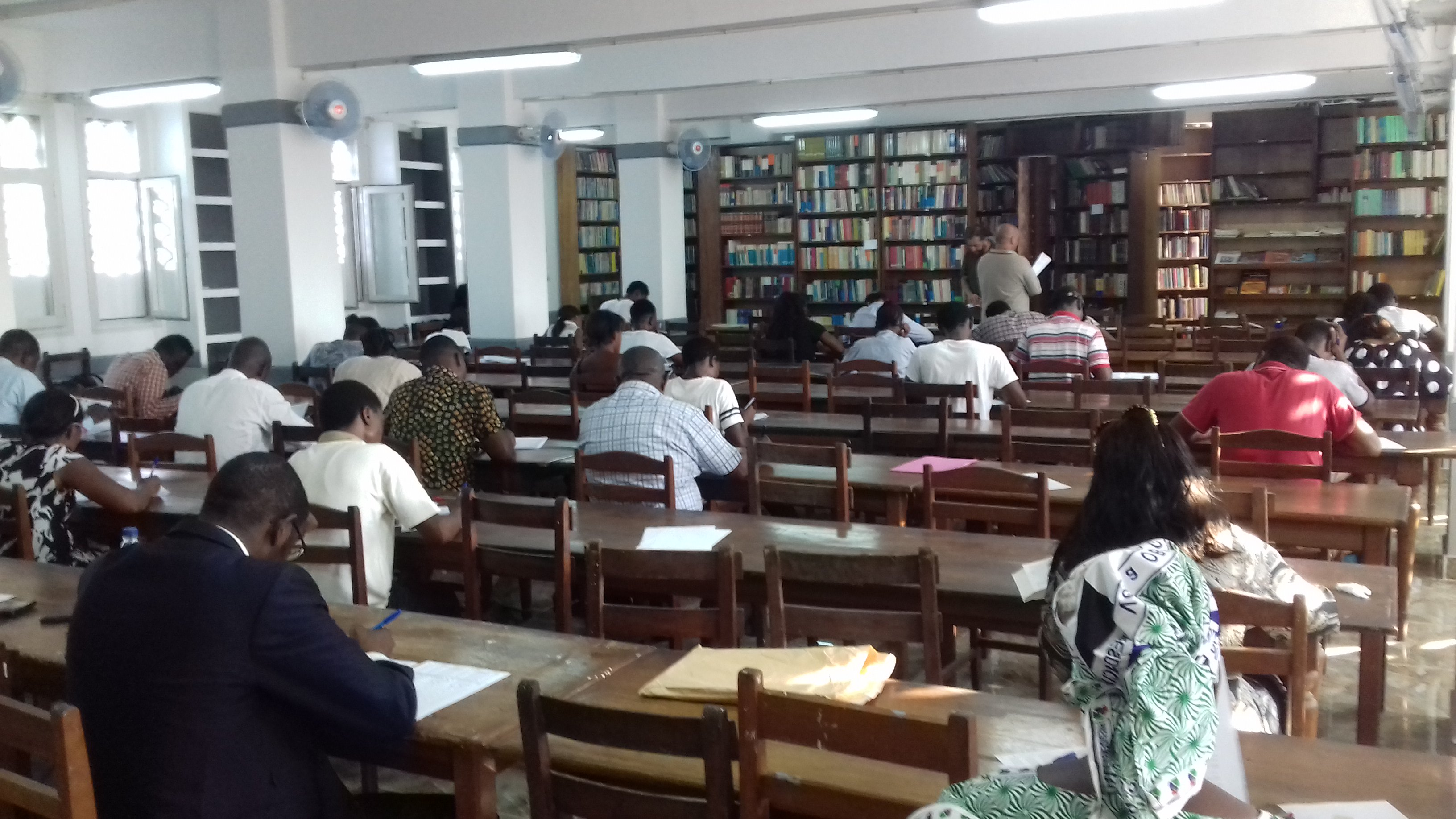
Biblioteca del Centro de la UNED en Bata en el año 2023.

La literatura de Guinea Ecuatorial en español es relativamente desconocida, al contrario de lo que sucede con las literaturas africanas en lenguas francesa, inglesa y portuguesa. Así por ejemplo, de 30 antologías de literaturas hispánicas publicadas entre 1979 y 1991, Mbaré Ngom, profesor de la Universidad de Morgan State, no encontró ninguna referencia a escritores ecuatoguineanos. Lo mismo ocurre en antologías sobre literaturas africanas en lenguas europeas publicadas en los años 1980 e incluso en revistas especializadas como la Research in African Literatures, African Literature Today, Présence Africaine o Canadian Journal of African Studies. Este hecho comenzó a cambiar hacia finales de la década de 1990 tras la realización de un estudio monográfico en la revista Afro-Hispanic Review y la organización de los congresos Spain in Africa and Latin America: The Other Face of Literary Hispanism realizado en la Universidad de Misuri en Columbia, Estados Unidos, en mayo de 1999 y el Primer Encuentro de Escritores africanos en Lengua Española, realizado en Murcia (España) del 27 al 29 de noviembre de 2000.

## Historia

### Antecedentes
Las primeras referencias a África en la literatura comienzan en el siglo XV, con las exploraciones atlánticas de portugueses y españoles.
En una primera etapa, la de exploración y conquista, se trata de relatos de viajes, memorias, crónicas e informes.[cita requerida]
Una segunda etapa, la de ocupación y explotación, está caracterizada por la literatura colonial, cuyo tema central será el África de naturaleza salvaje y cuyos protagonistas son indefectiblemente blancos idealizados, con una visión paternalista y negativa de los africanos, que siempre son retratados como seres inferiores. Estas novelas no son para su disfrute local, sino para el público de la metrópoli y forman parte de la justificación ideológica del hecho colonial. Carlos González Echegaray las clasifica en cuatro tipos: los libros de viajes, la novela-pretexto, la novela-misional y la literatura misional.

### Inicios
Los inicios de una literatura ecuatoguineana en español están ligados a la revista misional «La Guinea Española» de los Hijos del Inmaculado Corazón de María del seminario de Banapá, en la isla de Bioko. La revista, que comenzó su publicación en 1903, era profundamente colonialista y dirigida al público blanco, en la que no tenían cabida escritores guineanos. Pero a partir de 1947 se inaugura una nueva sección, Historias y Cuentos, en la que se recogen cuentos y fábulas locales para «perpetuarlos y divulgarlos», cuyo objetivo final era conocer mejor a los pueblos ecuatoguineanos para poder «civilizarlos» mejor. Esto dio una oportunidad a los guineanos africanos, estudiantes en el seminario, de escribir en la revista y, poco a poco, ir desligándose de la mera transcripción de tradiciones orales del griot o djéli de los trovadores locales para convertirse en un puente entre la tradición oral africana y la tradición escrita occidental. A este grupo pertenecen autores como Esteban Bualo, Andrés Ikuga Ebombebombe y Constantino Ocha'a, que mantendrán un fuerte componente etnográfico, pero ya perfilan una literatura propia.
La primera novela ecuatoguineana es Cuando los combes luchaban (Novela de costumbres de la Guinea Española) de Leoncio Evita (Udubuandyolo, Bata, 1929-), editada en 1953.
La acción transcurre en Río Muni entre la etnia de los Ndowé, la del autor, en una época precolonial; el protagonista es un misionero protestante blanco, desde cuyo punto de vista se explica la historia y que es empleado en alguna ocasión por el autor para contrastar la «civilización» europea con el «salvajismo» de las costumbres africanas, que son explicados con mucho detalle.
Este rechazo del autor de su propia identidad, que lo encuadra dentro de la literatura de consentimiento, fue empleado profusamente por las autoridades coloniales españoles como ejemplo de la «acción civilizadora» de la colonización en África.
En 1962 aparece la segunda novela ecuatoguineana, «Una lanza por el Boabí» de Daniel Jones Mathama (San Carlos, ¿1913?-?), a veces considerada erróneamente como la primera.[cita requerida]
El protagonista, Gue, en este caso es africano y relata en la novela la historia de su vida, dando un carácter autobiográfico al escrito. Así por ejemplo Boabí, el padre de Gue, es un trasunto de Maximiliano C. Jones, padre de Daniel Jones Mathama y autoridad local afecta al gobierno colonial. El argumento sigue la infancia de Gue en Fernando Poo, su traslado a España y la vuelta a Guinea tras la muerte de su padre. El libro es muy interesante desde el punto de vista etnográfico, ya que detalla las costumbres de la etnia bubi de la isla de Bioko. Daniel Jones Mathama también se puede encuadrar dentro de la literatura de consentimiento: Boabí es el perfecto ejemplo de reyezuelo «salvaje» civilizado por el contacto con los colonizadores, «[es] un deber ineludible proclamar por todo lo alto la gran labor que España está realizando en aquella isla».
Entre 1962 y 1968, fecha de la independencia de Guinea Ecuatorial, no se publicaron obras de importancia, pero algunos autores continuaron editando relatos, leyendas y escritos etnográficos en diversas revistas: Marcelo Asistencia Ndongo Mba, Constantino Ochaá, Ángel Nguema, Rafael María Nzé y de Francisco Obiang.[cita requerida]
Al contrario que en otras literaturas africanas, no aparecieron obras anticoloniales o de combate ni tampoco tuvo importancia la poesía. Además, los autores ecuatoguineanos de la época tenían como objetivo el público de la metrópoli y no el local.

### Independencia desde 1968 y exilio
Estos brotes fueron arrancados de raíz cuando, a los pocos meses de ser elegido democráticamente, Francisco Macías Nguema instauraba un régimen «afro-fascista» en su variante «nguemista», como lo ha denominado el historiador Max Liniger-Goumaz. El resultado del régimen de terror fue que un tercio de la población guineana salió al exilio a países vecinos o España hacia mediados de los años 1970. El escritor Juan Balboa Boneke se refirió a ellos como la «generación perdida».
Madrid y los demás lugares donde la diáspora se asentó, fueron hogares extraños, incluso a veces hostiles, hecho que se refleja en la literatura. Madrid no fue lo que París para los autores africanos de los años treinta, ya que no hubo apoyo para la creación ni tampoco para dar a conocer la tragedia guineana. Los escritos de la época circularon en hojas sueltas, cuartillas o cuadernos en circuitos marginales o en revistas y folletos de tiradas limitadas editados por los refugiados y, precisamente por ello, esta literatura no llegó al público guineano ni al español. Este tipo de escritos emplean habitualmente la forma lírica y tienen un discurso contundente, como lo muestra el poema Vamos a matar al tirano de Francisco Zamora Loboch, o a veces nostálgico de la patria lejana, como el poema ¿Dónde estás Guinea? de Juan Balboa Boneke.
La narrativa del exilio también tuvo sus representantes: El sueño y La travesía de Donato Ndongo-Bidyogo (Niefang, Río Muni, 1950-), La última carta del Padre Fulgencio Abad, C. M. F. de Maplal Loboch (1912-1976) y Bea de Francisco Zamora Loboch (Santa Isabel, 1947-). Estos relatos se centran en el desplazamiento violento, tanto espacial como espiritual, del protagonista, conectando con la historia del continente africano anterior a la independencia.
Finalmente también aparece el ensayo, que se centra en las circunstancias políticas de Guinea Ecuatorial y la tragedia de su pueblo. Se puede citar Historia y tragedia de Guinea Ecuatorial (1977) de Donato Ndongo-Bidyogo y ¿Dónde estás Guinea? (1978) de Juan Balboa Boneke. 
Raquel Ilonbé (Corisco, 1931-1992), seudónimo de Raquel del Pozo Epita, de madre guineana y padre español, es una excepción dentro de este movimiento. Raquel Ilonbé abandonó Guinea cuando todavía no había cumplido un año y creció en España, regresando a Guinea ya casada para buscar sus raíces. Escrito entre 1966 y 1978, el poemario Ceiba está marcado por la búsqueda de esa identidad y no por el trastorno del exilio o el sufrimiento personal. El conjunto de su poesía inédita lo publicaron póstumamente los investigadores Benita Sampedro Vizcaya y Baltasar Fra-Molinero bajo el título de Ceiba II (Verbum: 2014).

### Desde 1979
Tras el derrocamiento de Macías Nguema por su sobrino Teodoro Obiang, gobernante todavía en la actualidad, la cultura del país ha comenzado a recuperarse lentamente.

### De 1981 a 1984

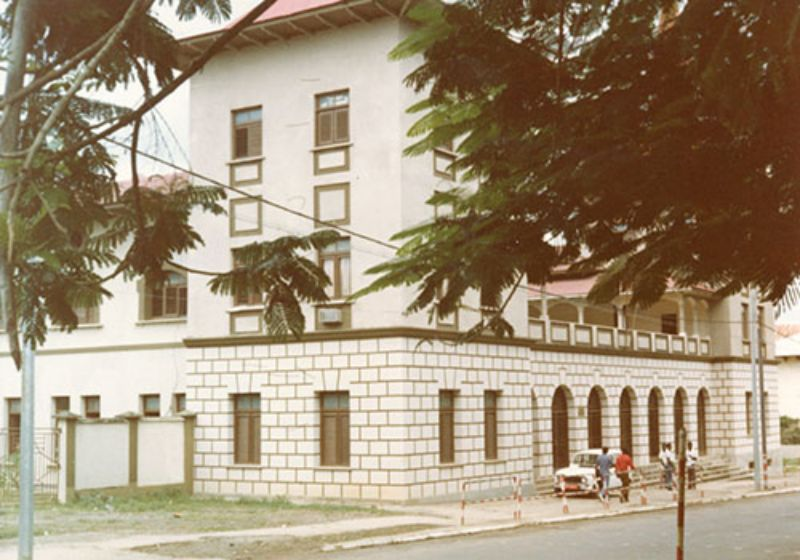
Vista parcial en 1983 de la fachada del edificio del Centro Cultural Hispano Guineano en Malabo, sede inicial del Centro Asociado de la UNED en 1981. El edificio, inaugurado el 18 de julio de 1956, fue el Instituto de Enseñanza Media Cardenal Cisneros.

Mbaré Ngom divide esta etapa más reciente en otras dos. La primera etapa comenzaría en 1981 con la publicación de Leyendas guineanas de Raquel Ilonbé, el primer libro infantil. Ilonbé tuvo que recorrer los lugares más recónditos del país para recopilar el material que le permitió escribir las ocho leyendas que lo componen. 
A esta etapa también pertenecen O Boriba (El exiliado, 1982) y Susurros y pensamientos comentados: Desde mi vidriera (1983) ambos de Juan Balboa Boneke. Ambos son volúmenes de poesía en los que se mezclan frecuentemente palabras en lengua bôhôbe, la de la etnia del autor, llegando a escribir algunos poemas completamente en esa lengua. Los libros tratan del exilio y el sufrimiento del pueblo bôhôbe, perseguido por el nguemismo. 
Esta primera mitad se cierra con Antología de la literatura guineana (1984) de Donato Ndongo-Bidyogo. Es la primera antología de su género y reúne lo mejor de la creación literaria hasta el momento, tanto en poesía como en prosa, ya sea publicados o no, de la literatura de Guinea Ecuatorial. El volumen incluye a muchos de los autores que no han vuelto a publicar, siendo la única mujer en la antología Raquel Ilonbé.

### De 1984 a la actualidad
La segunda parte del periodo de ilustración en Guinea Ecuatorial está relacionado con la creación en 1982 de Centro Cultural Hispano-Guineano de Malabo. El Centro posee una biblioteca y realiza múltiples actividades culturales. Edita su propia revista trimestral sobre temas culturales, África 2000, y posee su propia editorial, Ediciones del Centro Cultural Hispano-Guineano, dedicado a escritores ecuatoguineanos, tanto los consagrados como las jóvenes promesas. Entre los títulos publicados se pueden destacar en narrativa El amigo fiel (1987) de Ana Lourdes Sohora, Afén, la cabrita reina (1989) y La última lección del venerable Emaga Ela (1991) de Antimo Esono Ndongo, Boote-Chiba (1990) de Pedro Cristino Bueriberi. En poesía se pueden destacar Gritos de libertad y de esperanza (1987) de Anacleto Oló Mibuy y Delirios (1991) de María Nsué Angüe. 
Los autores pertenecientes a esta segunda etapa, se caracterizan por presentar temas que de una forma o de otra están relacionados con su vida, que a menudo es reinterpretada para presentar la realidad ecuatoguineana de forma simbólica.
En 1985 la española Universidad Nacional de Educación a Distancia (UNED), con sede en Malabo y Bata, publicó Ekomo de María Nsué Angüe, la primera novela escrita por una mujer ecuatoguineana. El relato se centra sobre Nnanga, una mujer fang, pero desde el punto de vista de un suceso que le ocurre a su marido, Ekomo, argucia que permite a la autora más libertad a la hora de criticar el mundo patriarcal del África postcolonial. Nnanga se encuentra atrapada entre el pasado lleno de tradición y opresión a la mujer y un futuro prometedor, intentando buscar su identidad.
Ese mismo año Juan Balboa Boneke publicó la novela El reencuentro. El retorno del exiliado. La novela, en parte autobiográfica, relata la vuelta del protagonista a Guinea Ecuatorial tras once años de exilio en España. Presenta todas las expectativas y buena voluntad del que vuelve para ayudar a la reconstrucción y reintegrarse en el país. La novela finaliza con la vuelta voluntaria a España.
El honor de ser el «primer libro de poemas escrito en tierras guineanas por un escritor guineo-ecuatoriano» es de Ciriaco Bokesa, que en 1987 publicó Voces de espumas. Los poemas recogen el sufrimiento y el silencio del autor, además de recoger reflexiones personales sobre la poesía. Ese mismo año Juan Balboa Boneke publicó su primera antología poética, Sueños en mi selva. Balboa Boneke trascendía, a través de la presentación del sufrimiento de Guinea Ecuatorial, el localismo que caracteriza a la poesía hasta el momento.

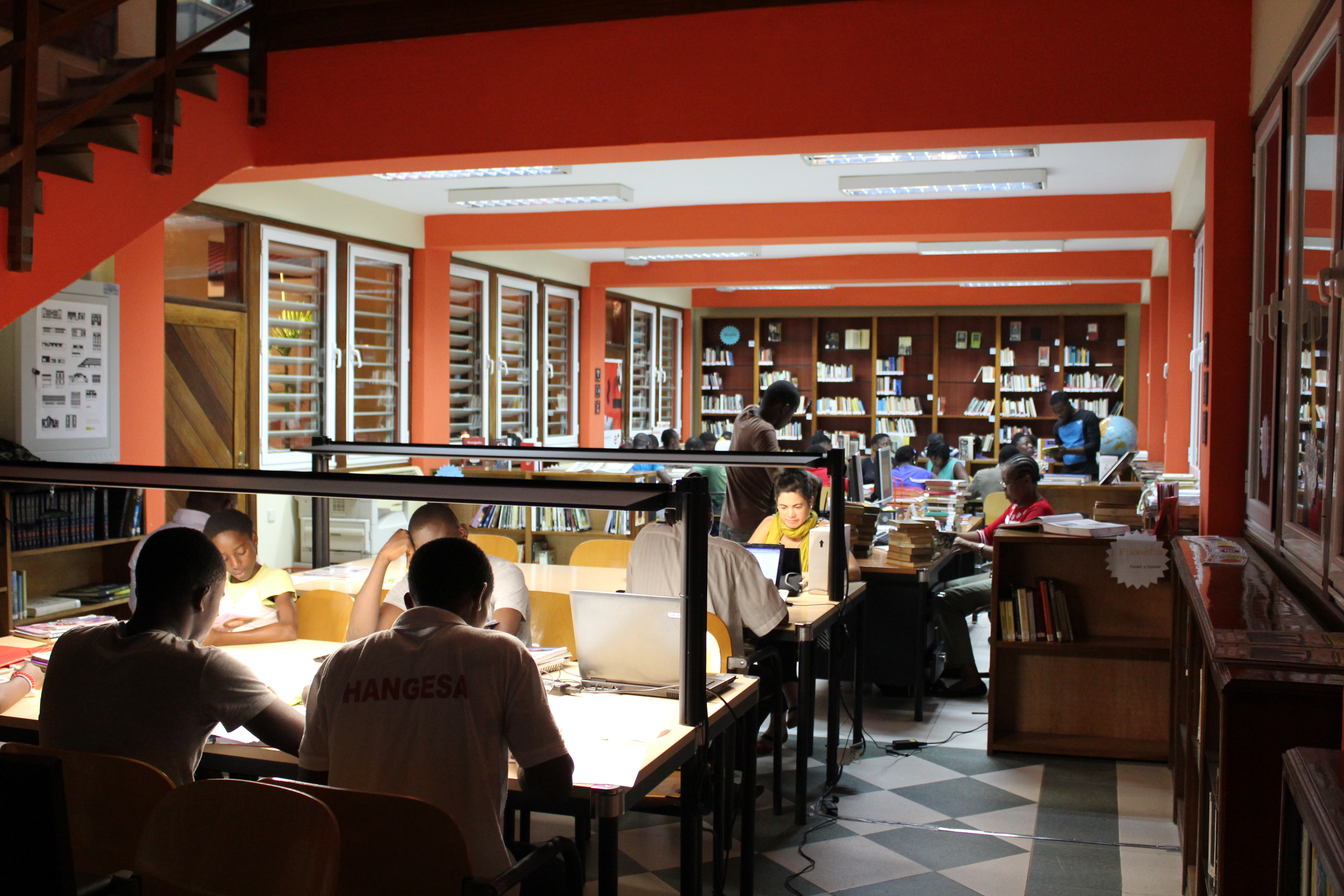
Sala de Consulta de la Biblioteca General de la Cooperación Española en Malabo, año 2013.

En 1987 aparece Las tinieblas de tu memoria negra, una novela de Donato Ndongo-Bidyogo, de nuevo de tema autobiográfico, aunque el autor la considere una autobiografía de su generación. La narración presenta a un niño en Río Muni durante la última época de la colonización española. La visión inocente del niño permite al autor una visión irónica y mordaz de las contradicciones del régimen colonial.
Cinco años después de la edición de Ekomo, la UNED publicará El hombre y la costumbre del dramaturgo Pancracio Esono Mitogo, primera obra teatral conocida de un autor ecuatoguineano.
En los primeros años del 2000 se clausura el Centro Cultural Hispano-Guineano tomando el relevo en su labor editorial y de promoción de las letras el Centro Cultural de España en Malabo y el de Bata.
Las carencias del Sector del Libro y la Edición en Guinea Ecuatorial han generado recientes experiencias de editoriales cartoneras.y algunas iniciativas locales compremitidas a responder a los desafíos del sector, son las editoriales ELAT MOYONG (fundada en 2022) y ESANGUI (fundada en 2021), que trabajan para establecer una infraestructura editorial sostenible y mejorar la capacidad de producción y distribución de libros a nivel local, ya sea impresa o electrónica. Tanto el Grupo Elat-Moyong (Malabo) y Ediciones Esangui (Bata), registraron en sus informes  de venta del 2023, 9 títulos publicados; Esangui lanzó 3 obras narrativas, y Elat-Moyong editó 6 libros de diferentes géneros, narrativa, ensayo y poesía, con tiradas limitadas. Entre los autores destacan, Eladio Andreu, Juan Tomás Ávila, Rufino Ndong Esono, Jorge-Abeso y Teodomiro Monsuy Eyi Abang.

## Autores
Algunos autores recientes:
- - A. Jerónimo Rope Bomabá
  - Antimo Esono (1954-1996)
  - Constantino Ocha'a Mve Bengobesama (1943 – 1991)
  - Donato Ndongo-Bidyogo (1950-)
  - Estanislao Medina Huesca (1990-)
  - Gerardo Behori
  - Isabel Mikue Rope (1987 -)
  - Joaquín Mbomio
  - Juan Balboa Boneke (1938-2014)
  - Juan Manuel Jones Costa
  - Juan Tomás Ávila Laurel (1966-)
  - Juliana Mbengono[7]
  - Justo Bolekia (1954-)
  - Leoncio Evita Enoy (1929-1996)
  - María Nsué Angüe (1945-2017)
  - Maximiliano Nkogo
  - Melibea Obono (1982-)
  - Mercedes Jora
  - Raquel Ilonbé (1931 – 1992)
  - Eyi Nguema Mangue (1982-)
  - Matías Elé Nzang (1982-)
  - Okenve Nso Mangue Pancracio (1953-)
  - Bikoro Nsue Nchama Celestino (1995-)
  - Abuy Esono Abuy Daniel (1994-)
  - Sima Nze Mekeng Santiago (1998-)
  - Marcelino valoiga Monsuy
  - Antonio Juan okué okué
  - Santiago Ondó Ayang
  - Rubén Evuy

## Acervos digitales
- El 29 de mayo de 2011 entró en funcionamiento la Biblioteca Africana dentro del portal de la Biblioteca Virtual Miguel de Cervantes, desarrollado en el marco del proyecto «Literaturas africanas en español. Mediación literaria y hospitalidad poética desde los 90», perteneciente al Plan Nacional de I+D del Ministerio de Ciencia e Innovación del Gobierno de España, y dirigido por la Dra. Josefina Bueno Alonso. Este portal cuenta con la digitalización de algunos fragmentos de esta producción literaria, que se irá ampliando progresivamente durante los próximos tres años. La investigadora de la Universidad de Alicante Dulcinea Tomás Cámara es la especialista que lleva a cabo dicho trabajo, como responsable del corpus subsahariano.
- Coincidiendo con los 40 años de programas de cooperación hispano-guineanos, la Biblioteca de AECID, conjuntamente con las bibliotecas de los actuales Centros Culturales de España en Bata y Malabo generaron el portal Fondo Digital de Guinea Ecuatorial, con libros, catálogos de exposiciones, periódicos, revistas, mapas, registros sonoros y fotografías de las publicaciones institucionales de la Agencia (incluyendo especialmente las del desaparecido Centro Cultural Hispano-Guineano) así como el fondo antiguo de la Biblioteca Hispánica.